# André Ristic
Pour les articles homonymes, voir Ristic.
André Ristic est un compositeur canadien d'origine polono-monténégrine, pianiste virtuose et chambriste né à Québec, (Canada) le 19 décembre 1972.

## Biographie
André Ristic étudie le piano, le clavecin et la composition au Conservatoire de Montréal et les mathématiques   à l’Université du Québec à Montréal puis, après de brèves études de perfectionnement en France et à New York, il devient le pianiste de l'Ensemble contemporain de Montréal. Quelques années plus tard, il fonde avec Gabriel Prynn et Julie-Anne Derome le Trio Fibonacci, avec lequel il joue jusqu'en 2006 et qui le mène à s'établir à Bruxelles. Depuis 2006, André Ristic enseigne le piano à l’Institut de Rythmique Jaques-Dalcroze de Belgique et joue régulièrement avec les ensembles belges Ictus et Musique nouvelle et avec le collectif canadian Core.

## Prix
- Prix Jules-Léger en 2000 dans la catégorie nouvelle musique de chambre pour l’œuvre Catalogue de bombes occidentales.
- Prix Opus en 2001 avec le trio Fibonacci (rayonnement international) [3]
- Prix Opus en 2002 (compositeur de l’année) [3]
- Prix Flandre-Québec en 2003[4]

## Carrière

### Pianiste
En tant que pianiste, André Ristic est l'invité régulier de nombreux festivals (MNM)
et orchestres canadiens. En soliste, il conçoit des récitals au contenu éclectique, allant de la musique pour enfants aux paraphrases électroniques des œuvres de Bach.  il commande et crée plusieurs œuvres de compositeurs d’ici et d’ailleurs, spécialement ceux de sa génération Pierre Kolp, Petar Klanac, Moritz Eggert, Enno Poppe. Avec le trio Fibonacci, il interprète et crée le répertoire contemporain de Pascal Dusapin, Richard Barrett, Bernd Alois Zimmermann, Charles Ives, Jonathan Harvey, Toru Takemitsu, Michael Finnissy et Gerald Barry et celui de Mauricio Kagel, tout en parcourant l'Europe, l’Asie et les Amériques. En 2011, il fonde avec Kim Vandenbrempt le duo de piano MN2P, sous le patronage de l'Ensemble Musiques Nouvelles.

### Compositeur
Compositeur prolifique, André Ristic a signé les bandes originales de quatre films et le catalogue de ses œuvres compte plusieurs dizaines de pièces dont plusieurs pour orchestre. Théoricien de la musique, il s’intéresse, entre autres, à la représentation mathématique du son et à la programmation de modèles, aux applications musicales de la théorie du signal et à l’étude analytique de manuscrits musicaux. Dans ses compositions, il effectue de nombreuses recherches sur la représentation numérique du son, dans le but de développer de nouvelles techniques basées notamment sur la géométrie vectorielle. André Ristic reçoit des commandes, entre autres, de l’ensemble TUYO, de l’Ensemble contemporain de Montréal, des pianistes Marc Couroux et Stephane Ginsburgh, du Trio Fibonacci et signe la musique des films de Stephan Miljevic.
André Ristic tente dans son travail de souligner l'optimisme dont la musique est capable, et vise à mettre en valeur les éléments théâtraux des œuvres qu'il interprète, ce qui caractérise à la fois son jeu et la nature de ses compositions et arrangements.

## Œuvres
- Envolée d'anges (1997)
- Génération / vitrail (1998)
- Catalogue de bombes occidentales (2000)
- Fortins
- Les Aventures de Madame Merveille (2010)